# Victor Peutz
Victor (V.M.A.) Peutz (5 mei 1926 – 1 september 2008) was een Nederlands akoesticus.

## Biografie
Peutz werd geboren als zoon van de architect Frits Peutz. Peutz studeerde toegepaste natuurkunde aan de T.U. Delft en kernfysica in Parijs. Daar raakte hij geïnteresseerd in de interactie tussen musici op het podium en in spraakverstaanbaarheid. Terug in Nederland werkte hij in de vakgroep akoestiek in Delft met C.W. Kosten. In 1954 nam hij een betrekking aan bij de Katholieke Universiteit Nijmegen, waar hij audioloog werd. Tegelijkertijd begon hij een praktijk als onafhankelijk akoestisch adviseur en richtte hij het eerste onafhankelijke akoestische adviesbureau op, "Ir. V.M.A. Peutz, Raadgevend ingenieur voor geluids- en trillingstechniek". Hij richtte zich daarbij op zaalakoestiek, industrielawaai en elektroakoestiek, en was in deze relatief nieuwe vakgebieden een ware pionier.
Hij bleef meer dan 35 jaar directeur van dit ingenieursbureau, dat in 2021 nog steeds bestaat en inmiddels in 5 landen vestigingen heeft met ca. 310 medewerkers. Het adviesbureau heeft zich verbreed richting bouwfysica, brandveiligheid en windtechnologie. In 1991 nam Peutz afscheid van zijn adviesbureau.
Peutz was penningmeester en voorzitter van het Nederlands Akoestisch Genootschap. Hij was in 1981 organisator van het congres InterNoise. Peutz was ook bestuurslid van de beroepsorganisatie van raadgevend ingenieurs ONRI en van de Audio Engineering Society

## Werk
Victor Peutz werkte onder andere aan het scheppen van goede luisteromstandigheden voor slechthorenden. Daarbij werd hij betrokken bij de bouwprojecten van zijn vader.
Peutz werkte ook aan een akoestische theorie voor ontwerpers van ruimten en van geluidsinstallaties. Hij vergrootte het inzicht in de ruimteakoestische grootheden luidheid en galm en de invloed van deze grootheden op de spraakverstaanbaarheid in een zaal. Vooral in de VS had zijn voorspellingsmethode invloed. In 2007 wordt voor het ontwerp van het voetbalstadion voor de Wereldkampioenschap Voetbal 2010 nog naar het werk van Peutz verwezen. Zijn methode voor de spraakverstaanbaarheid was gebaseerd op het percentage niet goed verstane medeklinkers (articulation loss of consonants). Dit percentage kan door galm sterk verminderen, omdat medeklinkers slechts heel kort hoorbaar zijn. Een stuk tekst zonder medeklinkers is onmogelijk te verstaan.
Binnen zijn adviespraktijk zette hij een eigen akoestisch onderzoeks- en meetlaboratorium op.
Peutz was betrokken bij het ontwerp van concertzalen in Den Haag (Anton Philipszaal), Enschede, Maastricht en Zwolle. Zijn uitgangspunt was dat een concertzaal de akoestisch gunstige vorm van een schoenendoos moest hebben.
Daarnaast werkte Peutz in Parijs aan het Ircam en het Centre Pompidou. In Londen was hij betrokken bij de Royal Albert Hall.

## Onderscheidingen
- In 1983 werd Peutz tot ere-lid van het Nederlands Akoestisch Genootschap benoemd.
- Verder werd Peutz vanwege zijn wetenschappelijke verdiensten benoemd tot Ridder in de Orde van Oranje-Nassau.

## Publicaties
- Een groot aantal artikelen gepubliceerd via het Nederlands Akoestisch Genootschap, met als onderwerpen ruimteakoestiek, geluidsabsorptie, spraakverstaanbaarheid en luchtvaartlawaai.